# Обычный человек (фильм)
Обычный человек - американский драматический триллер 2017 года, написанный и снятый режиссёром и продюсером Брэдом Силберлингом. Главные роли в фильме исполнили Бен Кингсли, Гера Хилмар и Питер Серафинович. Фильм снят в 2015 году в Белграде (Сербия) и показан на Международном кинофестивале в Бари в апреле 2017 года.

## Сюжет
Остросюжетная драма о беглом преступном генерале, который прячется от всего мира – за исключением своей молодой горничной. И чем ожесточеннее становится преследование, тем сильнее он привязывается к девушке, имеющей, однако, неожиданные секреты.
Персонаж главного героя основан на Ратко Младиче, который в конечном итоге был приговорен к пожизненному заключению за военные преступления, совершенные в боснийской войне.

## Актерский состав
- Бен Кингсли в роли генерала
- Гера Хилмар в роли Тани
- Питер Серафинович в роли Миро
- Роберт Блайт в роли бакалейщика| Обычный человек  | Обычный человек                                              |
| ---------------- | ------------------------------------------------------------ |
| An Ordinary Man  |                                                              |
| Жанры            | Драма Триллер                                                |
| Режиссёр         | Брэд Силберлинг                                              |
| Продюсеры        | Брэд Силберлин Бен Кингсли Рик Дагдейл                       |
| Автор сценария   | Брэд Силберлинг                                              |
| В главных ролях  | Бен Кингсли Гера Хилмар Питер Серафинович                    |
| Композитор       | - Ramesh Vinayakam                                           |
| Кинокомпании     | Enderby Entertainment Reveal Entertainment Lavender Pictures |
| Длительность     | 90 мин                                                       |
| Страна           | США                                                          |
| Язык             | английский                                                   |
| Год              | 2017                                                         |
| IMDb             | ID 2104837                                                   |
| Официальный сайт |                                                              |